# ラブシャッフル
『ラブ♥シャッフル』（Love Shuffle）は、2009年1月16日から3月20日まで毎週金曜日22時 - 22時54分に、TBS系の「金曜ドラマ」枠で放送されたテレビドラマ。主演は玉木宏。
脚本家・野島伸司と伊藤一尋プロデューサーのコンビによる、ラブシャッフル（恋人交換）を実施することになった4組（厳密には1組はカップルではない）のカップル達の恋愛模様を描いたオリジナルラブコメディ。

## キャスト

### 主要人物
宇佐美 啓〈29〉
演 - 玉木宏
本作品の主人公。一流IT企業課長。あだ名はうさタン、ウサ。一見美形のエリート社員だが、実際は就職も昇進も婚約者である芽衣のコネであてがわれたものであり、マンションの家賃は義父に払ってもらっている。二流大学も満足に卒業していない。
普段はヘタレな部分が目立ち、予期せぬ出来事などに遭遇するとうろたえたりするなど、割と情けない。「嘘だと言ってよ、ジョー」が口癖。愛瑠、旺次郎、正人からは弄られることが多い。
感情の浮き沈みが激しく、一度落ち込むとなかなか立ち直れない。また、自虐的な傾向があるが、決して暗い性格ではなく、明るく能天気で人を引き寄せる不思議な雰囲気の持ち主。非常に気が優しく、苦しんでいる人達を救いたいという気持ちが強く、しばしば彼らを救うことが出来ない自身の無力さを思い悩む。そのため、そういった些細な出来事などを見ること・聞くことを嫌い、そして出来ない。遊びに関しては一流で、ギャラリーの前ではその機転・雄弁さを見せるなど、底知れない一面を持つ。他人の本心を突くような発言をするなど、対人面では敏感。
ラブシャッフルに参加し、さまざまな出会いと経験を積んだ甲斐あって、最終的に自虐癖は克服される。芽衣がラブシャッフルに参加したため、彼女を追うように参加。芽衣に対しての未練はありすぎるほど。ラブシャッフルに参加してからは、パートナーが何かしらの影響を受けている。また、自身が芽衣や他人に頼りすぎていたことに気付き「キラキラしている姿」をもう一度取り戻すために、暴走族とのケンカの事件をきっかけに辞表を提出し、新たな職を探し始める。しかしそれが行き詰った矢先、元の会社に呼び戻されて会社復帰を果たし、同時に課長から部長へと昇進した。愛車はローバー・75。
逢沢 愛瑠〈25〉
演 - 香里奈
本作品のヒロイン。三ヶ国語を操るフリーの通訳者。父親は外交官。あだ名はアヒルちゃん、アイアイ。スタイル抜群の美人。明るくサバサバとしており、男っぽい性格の持ち主。物言いはストレートだが、相手を思いやる優しさを持つ。中学時代からの同級生である芽衣を妹のように可愛がる一方で、玲子とは性格的に合わない様子。芽衣に未練を残す啓に呆れながらも、彼を見守っている。
情け深く、同情した相手に恋愛感情を持ってしまう上に、一度好きになった相手を嫌いになることが出来ない。ストーカーまがいの行動をする諭吉とは別れようとしているが、彼の良い部分はちゃんと理解している。
自分の恋愛が上手く行かないことは認識していたが、その原因が過去に病気で亡くなった双子の兄・ユウキであることは指摘されるまで気付かなかった。また、その過去のせいで恋愛をすることに対して臆病になっていた。一時期は感情が不安定になり、啓にキスをした。啓とは気が合うのか、徐々に相手の事を理解していっている。愛車はフィアット・500。
世良 旺次郎〈26〉
演 - 松田翔太
女性グラビア専門のプロカメラマン。あだ名はオーちゃん、バケラッタ。飄々としていて掴み所がない。独特な雰囲気と価値観の持ち主で、言動もやはり飄々としている。料理をすることがストレス発散方法で、ボクシングの経験もある。「愛」というモノに対しての執着心はとても薄く、玲子とは不倫関係を築いていた。写真を撮る時には相手に質問しながら徐々に相手の心に土足で踏み込んでいく。
実はドS。性格とは裏腹に幽霊の類は苦手だが、暴走族では初代総長だった。常に余裕で満ちているかのようだが、実は繊細な心の持ち主。海里の描いた絵画を見、彼女の才能を見抜き、自分の写真の才能が偽物だと痛感した。高校中退後、カメラを持ちながら旅をしていた。
新聞社のコンクールに最年少で優勝し、以降は戦場カメラマンとして活躍し、カンボジアで足を撃たれた兵士を撮ろうとするが、その兵士からある言葉を言われて我に返り、戦場カメラマンを辞める。戦場へと何度も行き写真を撮っていたという経験上からか、命を捨てるような行動を最も嫌うため、初めは海里のことを何度も挑発した。だが、戦場カメラマンを止めた本当の理由は、命を失う場所から逃げ出したから。
海里をペット同然に扱っていたが、徐々に彼女に惹かれていき、居候させる。照れ隠しのつもりで海里をペット扱いしていたが、実はとても彼女のことを想っており、彼女の誕生日にプロポーズをした。
海里が失踪してしまったことに大きなショックを受け、自暴自棄になってしまう。「面白そう」という理由でラブシャッフルに参加。愛車はトヨタ・ハイラックスサーフ。
大石 諭吉〈29〉
演 - DAIGO
巨万の富を持つ株トレーダー。あだ名はユッキー。誰に対しても、どこか遠慮がちな態度で、敬語で話す事が多い。常にアタッシュケースいっぱいのお金（実は表と裏に一万円札を挟み、中はただの白紙の紙）を持ち歩いており、よく飲食店を貸切にしている。基本的には気弱なお人好しタイプだが、「大抵の人間はお金に転ぶ」という人間の業を知っており、それを利用する冷徹な面を持つ。
お互いに自分の彼女に未練がある啓に共感を抱き「未練たらたらタラチャンズ」というのを一方的に結成（初めは否定的だった啓も徐々に乗り気になる）。一度信頼した相手を理想化し、病的に献身・束縛する。「愛情」や「友情」など人間関係に関するモノをお金で買っていたが、啓とはしだいに本物の友情を得ることが出来、親友となり、啓にアドバイスとしたり手助けをしてあげている。
愛瑠の彼氏だが、相手を想い過ぎるが故にストーカーまがいの行動をしていたせいで、愛瑠から別れを切り出される。小学校・中学校時代には苛めが原因で引き篭もりとなり、一度は自殺までしようとした。だが、ある人から止められ、思い留まる。その頃から株に手を出していた。いくつもの会社や企業を買収（過去に自分を苛めていた者達が働いている会社や企業を買収し、彼らが怯える様を楽しんでいた）している。愛瑠を取り戻すためにラブシャッフルに参加したが、啓のためを思い、芽衣を尾行している時に芽衣の気になる相手が自身であることを知ってしまい、それ以降は芽衣のことを意識し始める。
早川 海里（19 → 20）
演 - 吉高由里子
父親が画廊の経営者。豪邸に住む美大生。ラブシャッフル参加者の中では、最年少。常に退屈そうな顔をしており、感情表現が乏しいせいか、何を考えているのか分からない。誰に対しても心を開こうとはせず、口数は少ない。「死」というものに憧れを抱き、自殺願望が強く、手首には無数のリストカットの傷がある。いきなり自殺行動に走るなど、危険な一面を持つ。非常に危険な精神状態であるが、今は多少落ち着いている。「何故死にたいのか」という理由を聞かれると必ず「何故生きたいのか」と質問で返す。
主治医の正人とは「3ヶ月後の二十歳の誕生日までは死なない」と約束をしており、多少は心を開いている。厳格な父親から絵を描くこと以外の全てを禁止されているせいで、描画活動に嫌気がさしており、描こうとすると頭痛や幻覚が起こるほど。だが、その絵の才能は本物で、正人曰く「天才」。幼い頃から絵画を描くことだけに没頭しており、それ以外のことに関しては無関心だった。母親は、彼女を産んで数日後に死亡した。
意外と食べることが好きで、他人の前世や未来・幽霊を見ることが出来る。相手が旺次郎になった時に彼と肉体関係を築き、以降は旺次郎に興味を抱くようになり、他の相手とペアになっている期間でも彼に会いに行くこともしばしばである。その後実家を出て旺次郎の部屋に居候するようにもなった。旺次郎と生活するようになってから、徐々に感情表現が豊かになっている。正人の勧めにより、ラブシャッフルに参加した。
上条 玲子〈34〉
演 - 小島聖
世良旺次郎の彼女。ラブシャッフル参加者の中では最年長。超セレブで魅力的な人妻だが、色々と謎に包まれている。常に肌の露出が多い服を着ている。「人は内面より外見」という考え方の持ち主で、外見の良い男性にしか興味を抱かないなど、面食いの一面を持つ（そのせいか、メガネをかけている諭吉には興味を持たなかった）。そのため、愛瑠とは馬が合わず、何度も口論している。夫が自分のことを「女」として見てくれず、しかも浮気しているため、自身も同様に旺次郎と不倫関係を築いた。
いつまでも「女性」でありたいという気持ちが強く、恋愛とセックスは別物だと考えている。物言いは落ち着いているが啓に本心を突かれ、ヤケになるなどの一面を見せた。ラブシャッフル相手が正人になった時には、正人の秘密を知り、なおかつそれを握っている。何故、正人がラブシャッフルを提案したのかという答えを知りたがっている。
第6話では夫にラブシャッフルのことがバレ、夫に愛人が居るのは嘘だと告白した。今までの恋愛に関する価値観を覆す様なラブシャッフルに魅力を感じて参加を決めた。実はある目的のために計画的に参加した。その目的は「綺麗な子供」をつくるため。家が政治家一家で、本人自身は一人娘で夫は精子を持たない。そのため、家の跡継ぎとなる子供を作ることが出来ずにいたが「ラブシャッフル」に参加し、外見の良い相手の精子で子供をつくることを決めていた。
香川 芽衣〈25〉
演 - 貫地谷しほり
家事手伝い。啓の婚約者で社長令嬢。非常に清楚かつ純真無垢な性格をしており誰にでも優しく接する。いかにも「お嬢様」な雰囲気の持ち主で、可愛らしい容姿をしている。突然、婚約解消を切り出したが本当は啓のことを一途に想い続けている。
高校2年生の時にスキー場で啓と運命的な出会いをし、啓に一目惚れした。それ以降、啓と交際しており、啓のことは深く理解している。啓の「キラキラしている姿」が好きで、その姿を見失いそうになるのが不安で、婚約解消を切り出した。啓が勝手に会社を辞めた際は激怒して非難したが、それは相手のためを思ってのことである。ラブシャッフルに参加した理由は色々な男性と付き合って、さまざまなことを知るためと表向きは言っているがその真意は謎。
ラブシャッフル1周目で気になる相手ができて、2周目を前にメンバーにそのことを告げた。その相手とは諭吉のことであったが、芽衣の言う「気になる」には恋愛的な意味は含んでおらず、彼女自身がそれを確信した時点で正式に啓と婚約することを決めた。
菊田 正人〈32〉
演 - 谷原章介
心療内科の開業医。あだ名はキクリン。「ラブシャッフル＝恋人交換」を提案。男性のラブシャッフル参加者では最年長。いかにも「大人」な落ち着いた雰囲気の持ち主で、言動にも風格が表れている。紳士的な態度と温和で穏やかな性格だが、初対面時にいきなり啓・愛瑠・旺次郎にアダ名を付けたり、旺次郎の携帯の着信メロディを変えたりなど茶目っ気がある。「愛情よりも相性」という考え方の持ち主で、その考え方に基づいて「ラブシャッフル」を思いついた。職業柄なのか、他人の感情・心情にはとても敏感。時には哲学的な話をする。
患者である海里のことを誰よりも気遣っており、彼女に「生きている実感」を感じさせるために、ラブシャッフルに参加することを勧めた。「死」を「タナトス」と表現することがある。
過去に恋人が家族や自身に何も話さずに自殺してしまったというトラウマから、自殺願望を抱いている海里に人一倍気を使っているが、実は海里をラブシャッフルに参加させた理由は別にあった。
何故、恋人が自殺してしまったのか分からず、その理由を知りたいと強く思っていると同時に、気付かなかったことを悔やんでいる。恋人が死んだ今でも、その恋人のことを想い続けている。恋人がラブシャッフルに参加している誰かに似ているらしく、複数の人間に相手との写真を見られ、次第にその内容が明らかになっていった。同時に自身がバイセクシャルであることを告白した。
| ラブシャッフルの方法と各話パートナー | ラブシャッフルの方法と各話パートナー                                                                                                |
| ------------------------------------ | --- |
| 方法                                 | JとQのハート、クラブ、ダイヤ、スペード（8枚）を使い、持っているトランプのマークと同じ人がパートナーになる。                         |
| 第1話                                | （ラブシャッフル開始前なので当初の恋人・知人関係） 宇佐美啓＆香川芽衣／大石諭吉＆逢沢愛瑠／世良旺次郎＆上条玲子／菊田正人＆早川海里 |
| 第2話                                | （ラブシャッフル1周目） 宇佐美啓＆上条玲子／大石諭吉＆早川海里／世良旺次郎＆逢沢愛瑠／菊田正人＆香川芽衣                            |
| 第3話                                | （ラブシャッフル1周目） 宇佐美啓＆早川海里／大石諭吉＆上条玲子／世良旺次郎＆香川芽衣／菊田正人＆逢沢愛瑠                            |
| 第4話                                | （ラブシャッフル1周目） 宇佐美啓＆逢沢愛瑠／大石諭吉＆香川芽衣／世良旺次郎＆早川海里／菊田正人＆上条玲子                            |
| 第5話                                | （元の相手がパートナーになる「元サヤシャッフル」） 宇佐美啓＆香川芽衣／大石諭吉＆逢沢愛瑠／世良旺次郎＆上条玲子／菊田正人＆早川海里 |
| 第6話                                | （ラブシャッフル2周目） 宇佐美啓＆上条玲子／大石諭吉＆早川海里／世良旺次郎＆逢沢愛瑠／菊田正人＆香川芽衣                            |
| 第7話                                | （ラブシャッフル2周目） 宇佐美啓＆早川海里／大石諭吉＆上条玲子／世良旺次郎＆香川芽衣／菊田正人＆逢沢愛瑠                            |

### その他
香川 浩介
演 - 野村祐人（第1話、第3話 - 第6話、第9話 - 第10話）
芽衣の兄で、啓の勤めていた会社の常務。
早川 毅
演 - 美木良介（第3話、第7話）
海里の父親。厳格で海里に対して絵を描くこと以外の全てを禁じていた。彼女の才能を誰よりも「本物」だと理解している。厳しすぎる一面が目立ったが、内面では彼女が死のうとしていることを苦しみ、そして恋に落ちて生きていこうとしていることに感動した。
ゲームセンターのスタッフ
演 - 蒲生純一（第3話）
海里のために多額の金額をつっこみ、クレーンゲームをしていた啓に、店の評判が悪くなるからと景品のパンダのぬいぐるみを渡して追い返そうとしたが、愛瑠に元の位置に戻すよう逆に突き返される。
滝川 陽治
演 - 大東俊介（第4話）
暴走族のリーダー。拉致された愛瑠と芽衣を助けたが、諭吉の差し金で雇われた劇団員の芝居だと分かり、さらに愛瑠と芽衣の拉致を彼ら暴走族の仕業だと勘違いした啓に散々罵倒されたため、恥をかかされたと啓と諭吉に怒りをぶつける。だが後日、啓と会社の屋上で殴りあいをして和解した。
上条 裕也
演 - 尾美としのり（第6話 - 第7話）
玲子の夫。妻がラブシャッフルに参加していることを知っており、旺次郎と不倫していたことも知っていたが、あえてそれらを見逃していた。独自の価値観を持ち、妻が美しく居られるためなら大抵のことは気に留めないように振舞っていたが、実は精子を持たないため、そう言っていたに過ぎない。糖尿病に罹っている。
亀井 五郎
演 - 袴田吉彦（第7話 - 第9話）
菊田の後輩。愛瑠と一緒にいるときに偶然再会し、菊田に紹介してもらって愛瑠をデートに誘う。
亀井 美恵
演 - 梅宮万紗子 （第9話）
亀井の姉で、愛瑠を紹介される。

## スタッフ
- 脚本 - 野島伸司
- プロデューサー - 伊藤一尋
- 演出 - 土井裕泰、山室大輔、坪井敏雄
- 音楽 - 神坂享輔、MAYUKO、井筒昭雄
- 主題歌 - アース・ウィンド・アンド・ファイアー「Fantasy（邦題：宇宙のファンタジー）」[3]
- 挿入歌 - バングルス「Eternal flame（邦題：胸いっぱいの愛）」[3]
- 音楽プロデューサー - 志田博英
- 制作 - TBSテレビ
- 製作著作 - TBS

## 放送日程
| 各話                                                      | 放送日  | サブタイトル               | 演出     | 視聴率 |
| --------------------------------------------------------- | ------- | -------------------------- | -------- | ------ |
| 第1話                                                     | 1月16日 | 恋人交換する?              | 土井裕泰 | 10.0%  |
| 第2話                                                     | 1月23日 | 運命の人は一人だけですか?  | 土井裕泰 | 10.7%  |
| 第3話                                                     | 1月30日 | 愛情なのか友情なのか       | 山室大輔 | 8.2%   |
| 第4話                                                     | 2月06日 | 君を守るのは僕だ           | 山室大輔 | 9.6%   |
| 第5話                                                     | 2月13日 | 僕の就職とプールの告白     | 土井裕泰 | 8.9%   |
| 第6話                                                     | 2月20日 | 元カノに似てるのは君なんだ | 坪井敏雄 | 8.3%   |
| 第7話                                                     | 2月27日 | 満月の夜の告白             | 土井裕泰 | 7.6%   |
| 第8話                                                     | 3月06日 | キスは突然炎のごとく       | 坪井敏雄 | 7.5%   |
| 第9話                                                     | 3月13日 | 愛の裏返しは孤独だった     | 山室大輔 | 7.0%   |
| 最終話                                                    | 3月20日 | 運命の人にめぐり逢うために | 土井裕泰 | 10.1%  |
| 平均視聴率8.79%（視聴率は関東地区・ビデオリサーチ社調べ） |         |                            |          |        |

- 初回は22:00 - 23:09の15分拡大放送。

## 備考
- エンドロールは、トランプの柄の中にその回のNGシーンやオフショットなどが入った。
- 放送を観られなかった視聴者のため、民放キー局では初めて行われるオンデマンド配信「TBSオンデマンド・無料見逃しサービス」最初のドラマとなった[4]
- 本作の主要キャストのうち、玉木、松田、谷原の3人は2006年にフジテレビ 系列で放送された『トップキャスター』にレギュラー出演していた。谷原は同時期にフジテレビ系列で放送された『トライアングル』にも出演していた。本番組終了後、吉高と谷原は2010年に日本テレビ系列で放送された『美丘-君がいた日々-』で再び共演しているが、ここでも本番組と同様に吉高が患者役で谷原がその主治医役という設定だった。また、香里奈と吉高は2011年にフジテレビ系列で放送された『私が恋愛できない理由』で再び共演している。谷原と貫地谷は2019年にBS日テレ で放送された『BS笑点ドラマスペシャル　五代目三遊亭圓楽』で谷原が五代目三遊亭圓楽役、貫地谷が圓楽の妻役と夫婦役で共演した。
- 吉高は本作終了後、2019年に『わたし、定時で帰ります。』に出演するまでTBSの連続ドラマには10年間出演していなかったが、それ以降は2020年に『危険なビーナス 』、2021年に『最愛』とコンスタントにTBSの連続ドラマに出演している。